# Waffenstillstand von Thessaloniki
Mit dem Waffenstillstand von Thessaloniki (auch: Waffenstillstand von Saloniki), der am 29. September 1918 in Thessaloniki unterzeichnet wurde, schied das Zarentum Bulgarien als erste der vier Mittelmächte aus dem Ersten Weltkrieg aus. Vorausgegangen war ein strategischer Erfolg der Alliierten an der Salonikifront im Zuge der am 15. September begonnenen Durchbruchsschlacht am Dobro Polje, der zu einem Rückzug der bulgarischen Armee hinter die Landesgrenzen und zur unmittelbaren Bedrohung der Hauptstadt Sofia durch eine alliierte Invasion geführt hatte.

## Vorgeschichte
Bulgarien befand sich seit Oktober 1915 im Krieg mit den Alliierten, nachdem es sich auf Seiten der Mittelmächte am Serbienfeldzug von 1915 beteiligt hatte. Die dreijährige Kriegsbeteiligung, hauptsächlich an der Salonikifront gegen die unter französischer Führung kämpfende Alliierte Orientarmee und von August 1916 bis Dezember 1917 auch auf dem rumänischen Kriegsschauplatz gegen Rumänien, hatte das Land wirtschaftlich ausgeblutet und zu erheblicher Kriegsmüdigkeit und Demoralisierung geführt. Zwar stand die Armee weit im vormals serbischen Vardar-Mazedonien und man hatte zudem im Friedensvertrag von Bukarest mit Rumänien vom 7. Mai 1918 die im Zweiten Balkankrieg an dieses verlorene Süddobrudscha zurückgewonnen, aber der Anspruch auf eine Annexion der gesamten Dobrudscha war am Einspruch der anderen Mittelmächte gescheitert. Die Norddobrudscha war in dem Vertrag zu einem Kondominium der Mittelmächte erklärt worden. In der Folge meldeten sowohl Österreich-Ungarn (Vranje-Dreieck) als auch das Osmanische Reich (Teile Thrakiens) Ansprüche auf zuvor Bulgarien zugesicherte Gebiete an. Des Weiteren breitete sich angesichts des im Sommer 1918 mehr oder weniger offenkundigen Scheiterns der deutschen Frühjahrsoffensive an der Westfront, für die die deutschen Truppen an der Salonikifront fast vollständig abgezogen worden waren, Skepsis aus, am Ende auf Seiten der Gewinner des Kriegs stehen zu können. Am 20. Juni des Jahres war der deutschfreundliche Ministerpräsident Wassil Radoslawow daher zurückgetreten und hatte Platz für den gemäßigten Aleksandar Malinow gemacht, der das Land möglichst unbeschadet aus dem Krieg führen sollte.
Das Land stand beim Amtsantritt Malinows vor großen Problemen, insbesondere die Ernährungslage war prekär und die Ernte des Jahres 1918 verhieß keine Besserung. Die Inflation nahm große Ausmaße an und der Schwarzmarkt blühte. Die Bevölkerung fühlte sich von den Politikern im Stich gelassen, ebenso wie die Armee von ihren Verbündeten. In dieser Situation griffen radikale Losungen um sich, wie sie von der Bauernvolksunion des seit 1915 inhaftierten Kriegsgegners Aleksandar Stambolijski und von den sozialistischen Parteien vertreten wurden. Inspiriert von der russischen Revolution hatten sich in einigen Armeeeinheiten Soldatenräte gebildet, und Desertionen häuften sich.

## Der alliierte Durchbruch an der Salonikifront

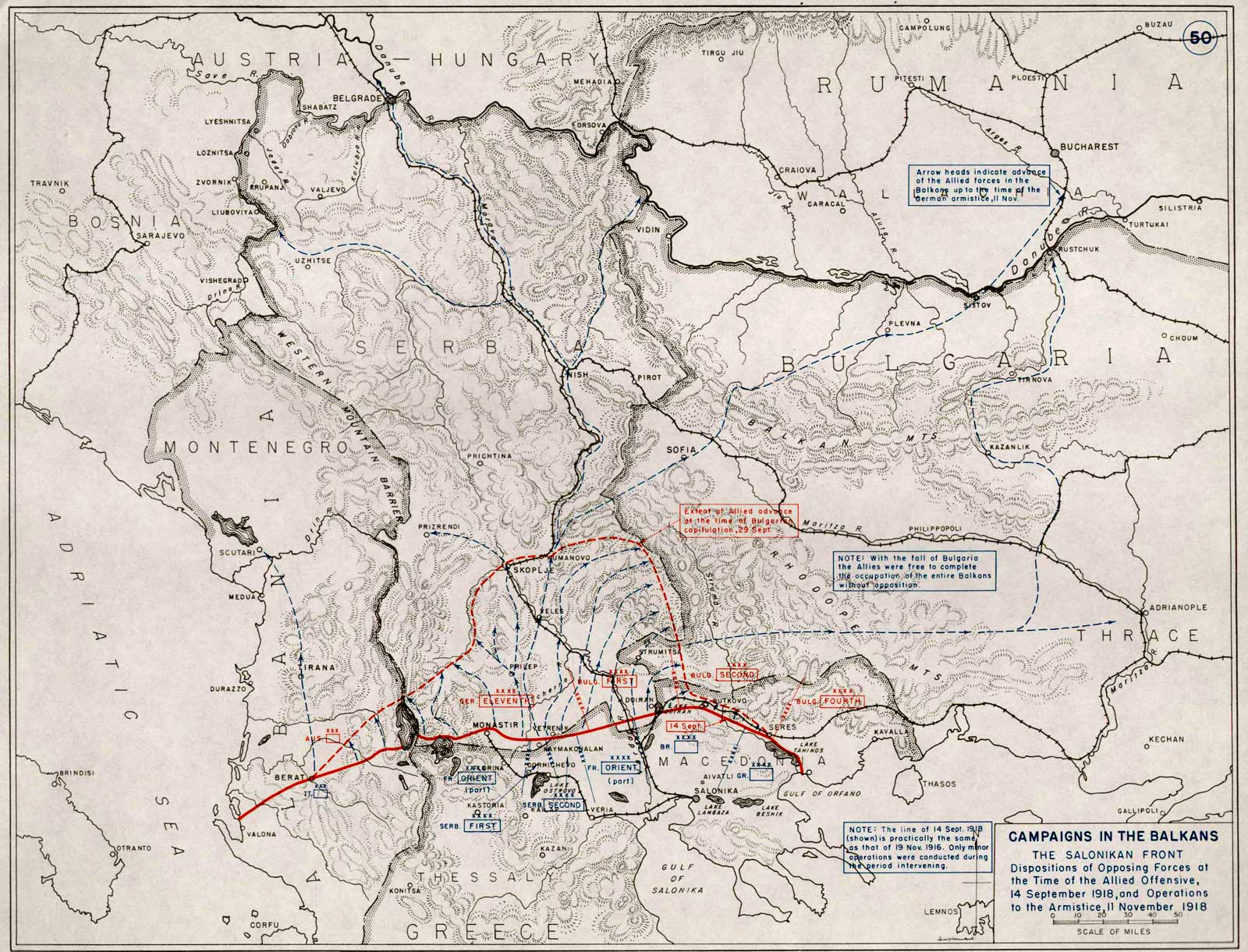
Frontlinien am 15.9.18 und Operationen bis zum Waffenstillstand

Am Morgen des 15. September 1918 begann nach einem eintägigen Artilleriebeschuss in den Bergen in der Grenzregion Griechenlands und Mazedoniens die lange vorbereitete Entscheidungsoffensive der alliierten Orientarmee unter General Franchet d’Espèrey, geführt hauptsächlich von serbischen und französischen Einheiten. Die Alliierten planten, in einer Zangenbewegung auf Prilep vorzugehen, um in den Rücken der bulgarischen Armee zu gelangen und diese zum überstürzten Rückzug zu zwingen. Dabei sollte ihr der Rückzugsweg durch das Vardar-Tal abgeschnitten werden. Zwar gelang der bulgarischen Armee in der Schlacht am Dojransee (18. /19. September) noch ein Abwehrerfolg gegen den rechten, britisch-griechischen Flügel der Orientarmee, aber der Plan Franchets ging weitgehend auf. 
Die geschlagene Armee, die tausende Soldaten als Gefangene verloren hatte, zog sich hinter die Landesgrenzen zurück, verfolgt von nachstoßender Kavallerie. Teile der geschlagenen Armee meuterten am 21. September, besetzten am 24. September Kjustendil und rückten auf Sofia vor. Am 25. September überschritten erste alliierte Einheiten die bulgarische Grenze, und die meuternden Bulgaren riefen am 27. September in Radomir sogar die Republik aus. Auf König Ferdinands Ersuchen griffen deutsche Truppen ein und schlugen die Meuterer am 29. September bei Wladaja.

## Verhandlungen über den Waffenstillstand

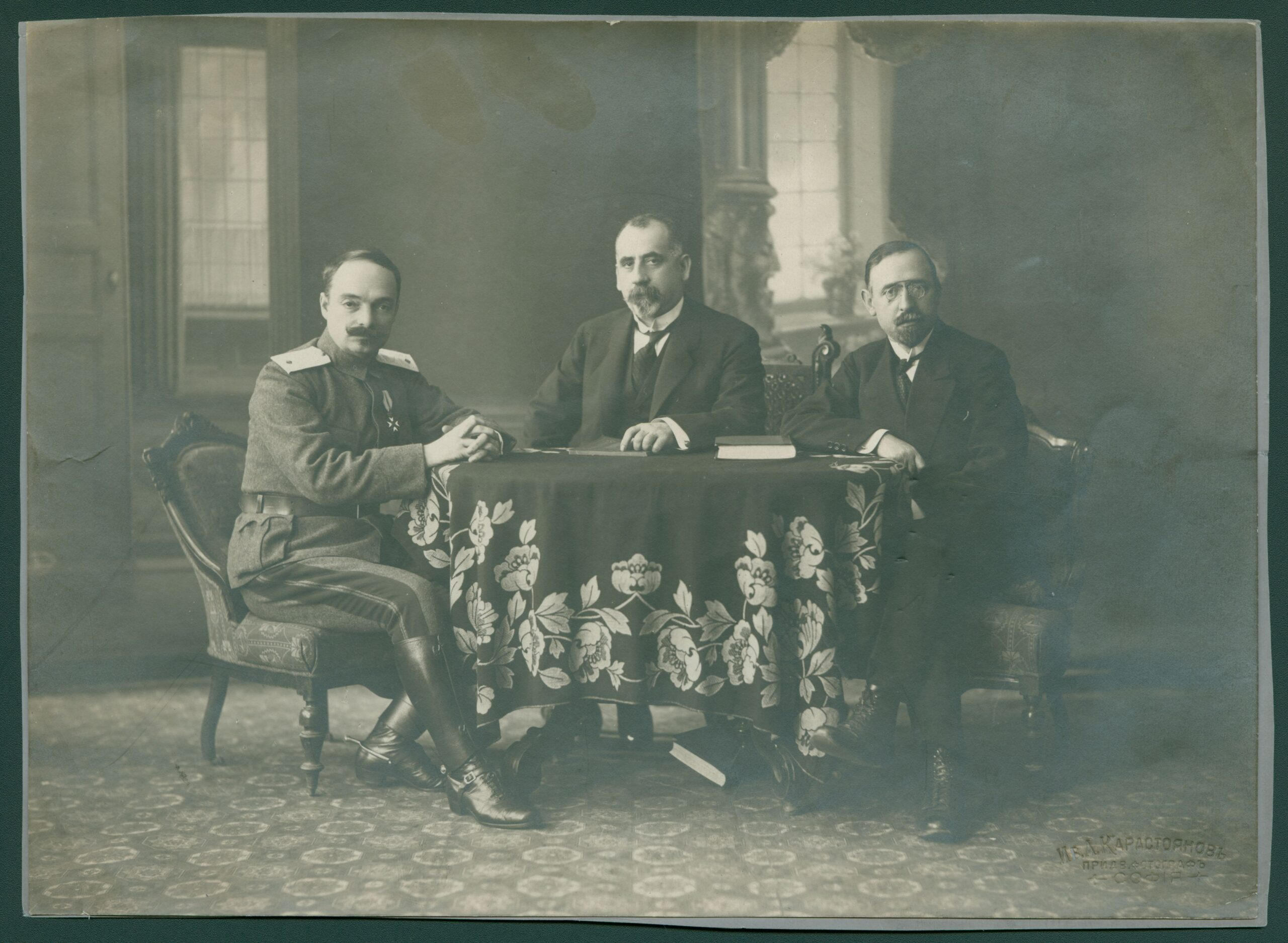
Die bulgarische Delegation (v. l. n. r.: Lukow, Ljaptschew, Radew)

Am 24. September entschloss sich die bulgarische Regierung, ein Waffenstillstandsgesuch an den alliierten Oberbefehlshaber Franchet d’Espèrey zu richten. Das Gesuch wurde von einem Offizier dem britischen Befehlshaber George Milne überbracht und eine Bitte um Vermittlung an den amerikanischen Generalkonsul in Sofia, Dominick Murphy, gerichtet. D’Espèrey lehnte das Gesuch einer 24-stündigen Waffenruhe ebenso ab wie Murphys Angebot, die bulgarische Delegation nach Saloniki zu begleiten, und holte zunächst die Erlaubnis seiner Regierung zu Verhandlungen ein. Diese traf am 27. September ein, zusammen mit Instruktionen über die zu stellenden Bedingungen. Am 28. September traf die bulgarische Delegation, bestehend aus Finanzminister Andrei Ljaptschew, dem Diplomaten Simeon Radew und General Iwan Lukow, dem Befehlshaber der 2. Armee, bei den britischen Linien ein.
Die Verhandlungen begannen am Morgen des 29. September im Haus Franchet d’Espèreys. Obwohl die Bulgaren versuchten, in einigen Punkten – wie der Teilnahme serbischer und griechischer Truppen an der Besetzung – für sie günstige Bedingungen zu erhalten, hatten sie Autorisierung, unter allen Umständen den Forderungen der Alliierten zuzustimmen. Die Franzosen führten die Verhandlungen allein, ohne Konsultation mit den Verbündeten. Die Bedingungen wurden akzeptiert und der Waffenstillstand gegen 22:30 Uhr am selben Tag unterzeichnet.

## Bedingungen
Der praktisch rein militärische Fragen behandelnde Vertrag umfasste neben seinen veröffentlichten Klauseln auch einige Geheimklauseln. Zu den veröffentlichten Klauseln gehörten:
1. unverzüglicher Rückzug der bulgarischen Armee aus den noch von ihr besetzten Gebieten
2. unverzügliche Demobilisierung der Armee mit Ausnahme der Truppen, die für die Bemannung der Grenze zum Osmanischen Reich und ähnliche Zwecke vorgesehen waren
3. Übergabe der Waffen der demobilisierten Einheiten in alliierte Kontrolle
4. Übergabe der Waffen des (zuvor von den Mittelmächten internierten) griechischen IV. Armeekorps an die Alliierten
5. alle noch westlich von Skopje stehenden bulgarischen Truppen werden Kriegsgefangene
6. Auslieferung aller von Bulgarien gehaltenen Kriegsgefangenen und Zivildeportierten, bulgarische Kriegsgefangene durften von den Alliierten zu Arbeiten eingesetzt werden
7. Ausweisung der Militärverbände und Staatsbürger der übrigen Mittelmächte binnen vier Wochen

Die Geheimklauseln waren:
1. Erlaubnis zur Benutzung der bulgarischen Verkehrswege durch alliierte Truppen
2. Erlaubnis zur Besetzung strategischer Punkte innerhalb Bulgariens
3. der alliierte Oberbefehlshaber behält sich das Recht vor, den Abbruch aller Beziehungen Bulgariens zu den übrigen Mittelmächten zu fordern
4. Öffnung der bulgarischen Häfen für alliierte und neutrale Schiffe

Die politischen und territorialen Fragen wurden dem späteren Friedensschluss vorbehalten.
Der Vertrag trat am 30. September mittags in Kraft.

## Unmittelbare Folgen
Die deutsche Oberste Heeresleitung unter Erich Ludendorff erkannte, dass spätestens mit diesem Waffenstillstand der Krieg verloren war, und sprach sich – aus taktischen Gründen – umgehend für eine Parlamentarisierung der Reichsregierung aus. Diese neue Regierung sollte – anstelle der Militärs – den nun unausweichlichen Frieden schließen. Die neugebildete Regierung unter Max von Baden wandte sich am 4. Oktober mit einem Gesuch um Vermittlung zu einem Waffenstillstand an US-Präsident Woodrow Wilson, es folgten die Wilson-Noten.
Unter dem Druck der Straße und sich von seiner Regierung verraten fühlend, dankte Zar Ferdinand I. am 3. Oktober ab. Nachfolger wurde sein Sohn als Boris III.
Die Alliierten nutzten die ihnen zugestandene Bewegungsfreiheit dazu, Truppen durch Bulgarien in Richtung Rumänien, Ungarn und europäischer Türkei zu verschieben. Die türkische Regierung unter Großwesir Talât Pascha trat am 7. Oktober zurück. Die neue Regierung unter Ahmed İzzet Pascha schloss am 30. Oktober den Waffenstillstand von Moudros. Es folgte am 3. November Österreich-Ungarn mit dem Waffenstillstand von Villa Giusti und schließlich am 11. November das Deutsche Reich mit dem Waffenstillstand von Compiègne.

## Nachwirkungen
Der Waffenstillstandsvertrag blieb bis zum Friedensschluss am 27. November 1919 in Kraft. Im Vertrag von Neuilly-sur-Seine verlor Bulgarien Gebiete an Jugoslawien, Griechenland und Rumänien und musste hohe Reparationen bezahlen.